# San Lorenzo (Włochy)
San Lorenzo – miejscowość i gmina we Włoszech, w regionie Kalabria, w prowincji Reggio Calabria.
Według danych na rok 2004 gminę zamieszkiwały 3393 osoby, 53 os./km².